# Matjaševci
Matjaševci (ung. Szentmátyás) ist ein Dorf und ein Ortsteil der Gemeinde Kuzma in Slowenien.

## Geografie
Die Streusiedlung zählt ca. 250 Einwohner und liegt im oberen Tal des Lukaj-Baches, im Roganova Graba und an den sanften Berghängen bis zur österreichischen Grenze. Die einzelnen Häusergruppen auf den Höhen bis 380 m tragen die Flurnamen Jaklov Breg und Pelcarjev Breg. Der Ort besitzt auf seiner Gemarkung große Waldflächen und nimmt den nördlichen Bereich der Gemeinde Kuzma ein. Zwischen Matjaševci und dem burgenländischen Nachbarort Tauka bestand früher ein kleiner Grenzübergang. Heute können sich hier Touristen und Besucher des Dreiländerparks Raab, Őrség, Goričko ungehindert bewegen.

## Geschichte
Das Dorf wird erstmals im Jahre 1387 urkundlich als Mathyasfalua erwähnt, damals zugehörig zur Grundherrschaft Dobra, dem heutigen Neuhaus am Klausenbach im südlichen Burgenland. Im Jahr 1499 ist der Ortsname Mathyasowcz dokumentiert. In einem Protokoll des Bistums Győr für 1698 sind die Ortsbezeichnungen Mattyásocz und Mattyasovcz festgehalten.
Im Jahre 1890 wurde das Dorf amtlich als Szentmátyás bezeichnet und hatte 340 Einwohner, davon bekannten sich 321 als Slowenen, 18 als Deutsche und einer als Ungar. Der Ort gehörte zum Bezirk Szentgotthárd des Komitats Eisenburg (heute Komitat Vas).
Der Vertrag von Trianon schlug das Dorf dem Königreich SHS zu. Für den nun amtlich Matjašovci genannten Ort wurden bei der Volkszählung am 31. Januar 1921 folgende Daten ermittelt: 254 Slowenen, 98 Deutsche und 11 Ungarn; von diesen 363 Bewohnern bekannten sich 350 zum katholischen und 13 zum evangelischen Glauben.
Bei der Zählung im Jahre 1931 wurden 342 Einwohner ermittelt, im Jahre 1961 waren es noch 300 und für das Jahr 1971 sind folgende Zahlen bekannt: 287 Einwohner, 63 Häuser, 65 Haushalte und 260 Dorfbewohner, die ausschließlich von landwirtschaftlichen Einkünften leben.

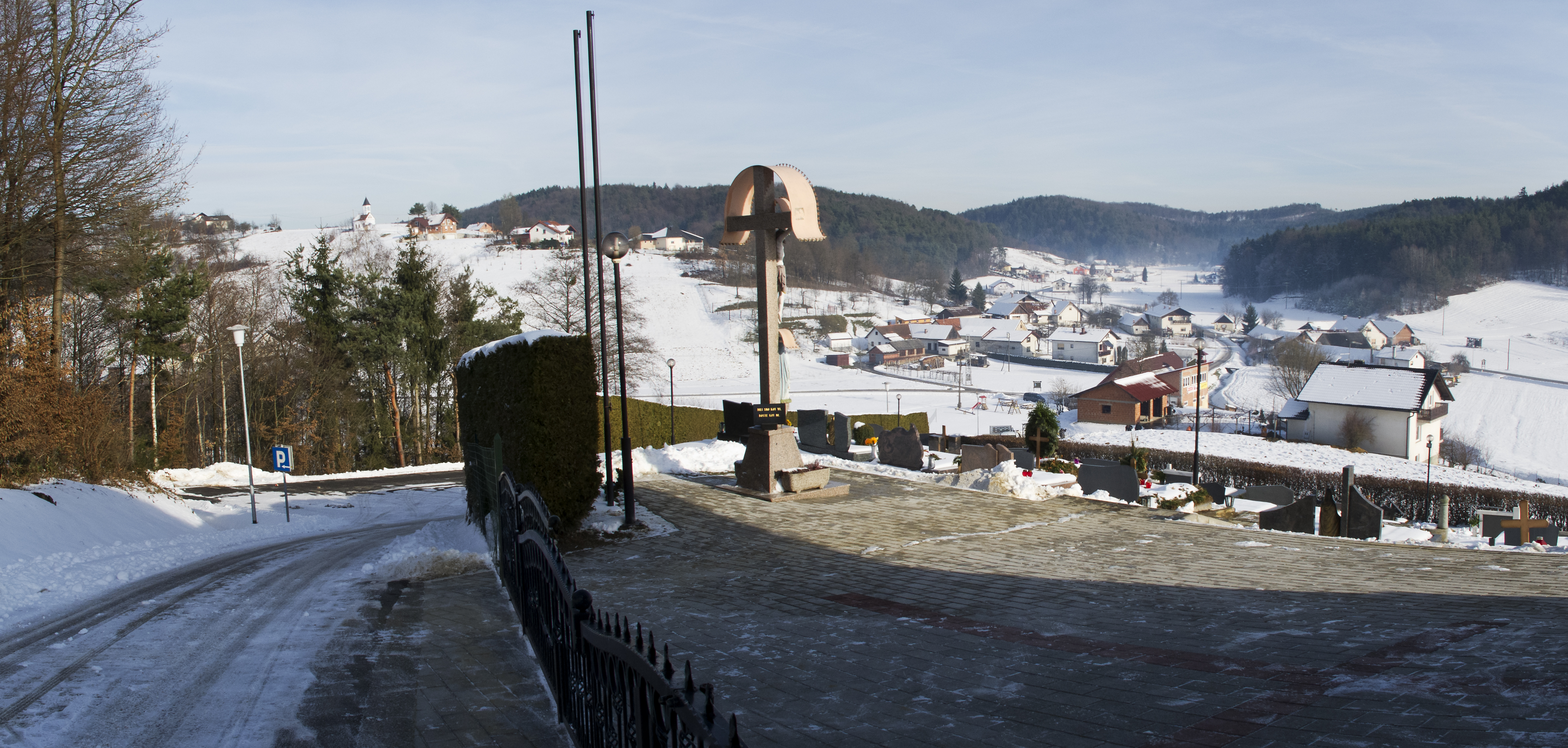
Matjasevci-Goricko